# Antocha philippina
Antocha philippina är en tvåvingeart som först beskrevs av Alexander 1917.  Antocha philippina ingår i släktet Antocha och familjen småharkrankar. Inga underarter finns listade i Catalogue of Life.